# Pedro de la Llave y de la Llave
Pedro de la Llave y de la Llave (Talavera de la Reina, 19 de octubre de 1815-Madrid, 18 de noviembre de 1888) fue un militar y matemático español.
Estudió en el Real Colegio de Artillería en 1830. Luchó en la primera guerra carlista. Profesor de matemáticas en la Academia de artillería (1840-1848). De 1848 a 1850 visitó fábricas y fortificaciones en Gran Bretaña, Francia y Alemania, a la vez que estudiaba mecánica industrial con Arthur Morin y Jean-Victor Poncelet. A su vuelta fue director de la Escuela de Aplicación de Artillería hasta 1858.
Fue Director del Memorial del Arma de Artillería y socio fundador de la Real Sociedad Geográfica de España. Elegido académico de la Real Academia de Ciencias Exactas, Físicas y Naturales (1868), ingresó en 1871 con el discurso Reflexiones sobre la enseñanza de las Matemáticas. Fue vicepresidente de la comisión española para la Exposición Universal de París (1878) y presidente de la Comisión de Monumentos Históricos y Artísticos de Segovia.

## Obras
- Vocabulario español-francés de los términos de artillería y de los oficios y artes militares y civiles que tienen relación con ella (1848)[3]
- Grabados y lemas de armas blancas (1882)
- Necrologia del... Teniente General Don Rafael Juarez de Negron y Centurion de Cordova (1885)
- Necrología del Excmo. Señor D. Sebastián Prat y Miralles, brigadier de artillería